# Dossenus
Genre
Dossenus est un genre d'araignées aranéomorphes de la famille des Trechaleidae.

## Distribution
Les espèces de ce genre se rencontrent au Panamá, en Colombie, au Pérou, au Brésil et à la Trinité.

## Liste des espèces
Selon World Spider Catalog (version 17.0, 23/04/2016) :
- Dossenus guapore Silva, Lise & Carico, 2007
- Dossenus marginatus Simon, 1898
- Dossenus paraensis Silva & Lise, 2011

## Publication originale
- Simon, 1898 : Histoire naturelle des araignées. Paris, vol. 2, p. 193-380 (texte intégral).